# The Golden Boys
The Golden Boys è un film del 2008 diretto da Daniel Adams.